# メキシコ革命
メキシコ革命（メキシコかくめい、スペイン語: Revolución Mexicana, La Revolución Mexicana）は、メキシコで1910年から1917年にかけて起きた革命である。 ディアス独裁政権の打倒や民主化、農地改革、社会構造・経済構造の変革を目指す 民族主義的な 民主革命であった。内戦を経て1917年の新憲法の制定により現代のメキシコの基礎が確定されることとなる。

## 経緯

### ディアス再選反対運動

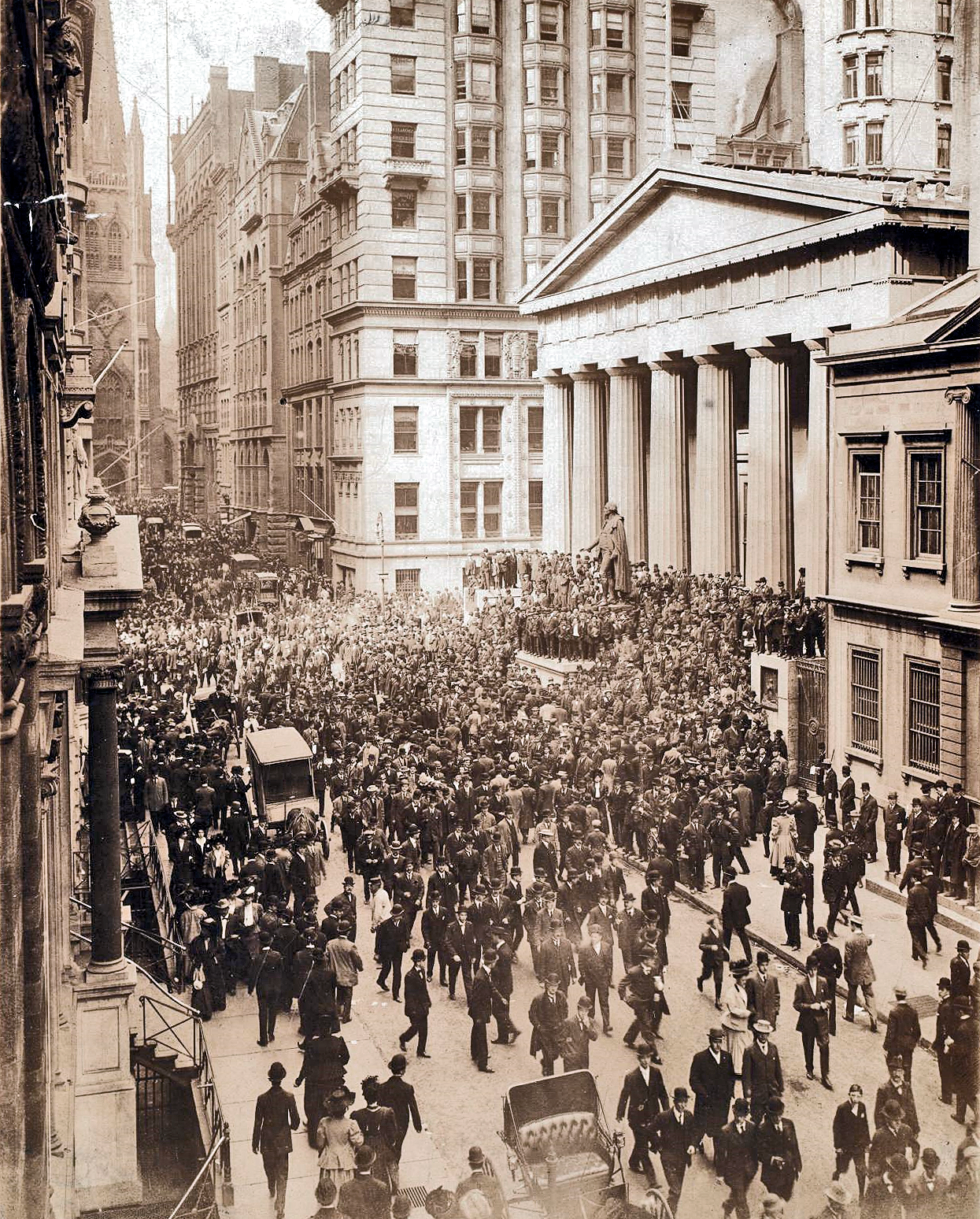
1907年恐慌でウォール街に集まった群衆

メキシコ革命は、1877年以来メキシコ大統領の座にあったポルフィリオ・ディアスに対する反対運動として始まった。ディアスは、1860年代フランスの侵略と戦い、それを撃退した英雄の一人であったが、大統領になってからは、政治的には反対派への弾圧を繰り返し、経済的には無原則な外資導入によって国内の主要産業のほとんどすべてを外国資本に売り渡す政策を続けていた。外見的には、この外資導入により鉄道敷設が進むなど産業の振興と経済の発展が進んだかに見えたが、その反面で貧富の差が極端に拡大した。
また、ディアス政権は近代的な国家の体裁を整えるために、土地の登記制度を進めた。しかしメキシコの先住民には元々土地の所有などという概念はなく、ほとんどの農民は所有権のはっきりしない村ごとの共有地で農耕を営んできた。ディアスは土地制度の「近代化」のために、そのような所有権の曖昧な土地を政府が接収し、外国資本や大農園主に売却する政策を進め、その結果メキシコの農民の99.5%が土地を失い、ペオンと呼ばれる農業労働者に転落した。土地を取り戻そうとする先住民たちの戦いはすべて、政府軍と大農園主や外国資本の私兵による弾圧によって鎮圧された。
1907年米国で恐慌が発生し、メキシコにもその影響が及び始めると、発展していたように見えたメキシコ経済も揺らぎはじめた。大農園主の中にも経営が苦しくなる者が現れ、多くの農業労働者が職を失い、鉱山労働者を中心に労働争議が頻発し始めた。それでもなお、ディアスは1910年の大統領選に立候補した。それに対しディアス再選反対を掲げて立候補したのが、新興の大農園主フランシスコ・マデロであった。マデロは政治的手腕はともかくとして、農民のあいだにカリスマ的な人気があり、30年にも及ぶ独裁政治で腐敗の極にあったディアス政権に飽き飽きしていたメキシコ人の間で急速に支持を広げていった。この状況に危機感を募らせたディアス大統領は、「民主的な選挙」という近代国家の仮面をかなぐり捨てた。マデロは逮捕され、投票日をサン・ルイス・ポトシの監獄で迎えた。

### マデーロの革命
選挙が終わり、ディアスが大統領に再選されると、マデロは釈放されたが、すぐに米国に逃亡、10月25日にサン・ルイス・ポトシ綱領 (Plan de San Luis de Potosí) を発表した。サン・ルイス・ポトシ綱領は、武力によりディアス政権を打倒することを宣言したものである。
米国にいたマデーロの周囲には思うように同志が集まらなかったが、その間メキシコ国内ではマデーロに同調する動きが相次いだ。11月18日、マデーロの同志アキレス・セルダンが、プエブラ市にある館で武装蜂起の準備が露見し、警察に踏み込まれて射殺された。これをきっかけに、メキシコ市の南隣モレーロス州では、エミリアーノ・サパタが武装蜂起、北部一帯ではフランシスコ・ビリャ（パンチョ・ビリャ）、パスクァル・オロスコ、ベヌスティアーノ・カランサ、アルバロ・オブレゴンなどが次々と反乱に立ち上がる。
ディアス大統領は80歳を越えて、その政治手腕は以前と比べて摩滅しており、側近が政治を壟断する状況となっていた。反乱軍が、米国との国境の要衝シウダー・フアレスを占領すると（シウダー・フアレスの戦い (1911年)）、ディアスの側近たちはマデーロと裏取引し、ディアス一人を生け贄にして体制の維持を図ろうと画策する。マデーロも、その裏取引に応じた。マデーロはただちに戦闘を中止し、政府との休戦交渉（Treaty of Ciudad Juárez）を開始する一方、ディアスは側近たちに説得されて大統領を辞任、フランスに亡命する。1911年5月、フランシスコ・マデーロはメキシコ大統領に就任した。

### ウエルタ将軍の反革命
マデロは、農民のあいだにカリスマ的な人気があったが、本質的には大農園主出身の政治家であり、メキシコに民主的な制度を導入し近代国家の外見を整えることには熱心だったが、貧富の格差の解消・土地改革など農民の貧しい生活を改善することには興味を示さなかった。しかし、彼の反乱に参加した農民たちは、パンと農地のために戦ったのであった。革命に参加した農民たちは、マデロの政策に幻滅した。その一方で、保守派も彼に対して幻滅していた。全盛期のディアスや、後のカランサのような政治的手腕がなかったからである。
最初にマデロと決裂したのは、モレーロス州で戦っていたエミリアーノ・サパタであった。彼は「強奪された土地・森林・水利などの財産は、正当な権利を有する村及び人民が直ちに保有するものとする。」とする「アラヤ綱領」を発表してマデロ政権に反乱を宣言する。続いて、北部では革命軍の指導者の一人だったが、高い地位につけなかったことに不満を抱いていたパスクァル・オロスコ将軍が、保守派の支援を受けて反乱を起こした。このふたつの反乱の鎮圧に出動したのが、ディアス政権から引き続いて軍の実権を握っていたビクトリアーノ・ウエルタ将軍であった。
さらに1913年2月9日には、首都メキシコ市でも保守派の反乱が勃発した（悲劇の十日間）。ウエルタ将軍は、マデロ大統領の命令を受けて反乱を鎮圧するふりをしながら実際にはなかなか鎮圧せず、その一方で大統領に忠誠を誓う部隊に対しては反乱軍に対する無謀な突撃命令を出して大きな犠牲を出させ、その力を削いでいた。実は、ウエルタは米国大使館の仲介で、反乱軍と内通していたのだった。
2月18日、ウエルタ将軍自身がクーデターを起こし、マデロ大統領とピノ・スアレス副大統領を逮捕・監禁した。ウエルタ将軍は、マデロを脅迫し、命の保証と引き替えに大統領辞任を承諾させた。だが、マデロに代わって大統領となったウエルタ将軍は、約束を反故にして、2月22日にマデーロとスアレスを殺害する。なお、マデロ大統領の家族から在メキシコ日本大使館に保護の要請がなされ、当時の駐メキシコ大使・堀口九萬一はマデロ大統領の家族を危険を顧みず保護したといわれる。

### ウエルタ政権に対する革命
政治的には有能だったとは言えないが、カリスマ的な人気があったマデロ大統領を殺害してウエルタ将軍が政権を握ると、マデーロ支持派と反対派とを問わず、ほとんどの革命派が一斉にウエルタ政権打倒の兵を挙げる。
モレーロス州ではサパタが引き続きゲリラ戦を展開、北部一帯ではカランサ・オブレゴン・ビリャら革命派が「護憲革命軍」に結集し、カランサを「革命の第一統領」として武装蜂起する。そのなかでももっとも活躍したのがチワワ州にあったフランシスコ・ビリャの護憲革命軍北部師団であった。ビリャは1913年10月、奇策で米国との国境のシウダー・フアレスを奪取、引き続き州都チワワ市も占領してチワワ州全体の支配権を握ると、首都に向けて南下をはじめ、1914年4月にはトレオン、6月にサカテカスと、立て続けに占領して快進撃を続ける。
ところが、この間ウエルタ政権打倒という一致点で合流していた革命派内部の対立が激化する。護憲革命軍の「第一統領」となったカランサは、大農園主の出身で、革命前はコアウィラ州知事を務めていた。彼は、マデロと同様に、民主的な制度をメキシコに導入することには熱心だったが農地改革などの社会改革の意志はなかった。一方、軍事的な功労者であるビリャは、極貧の生活から馬賊となり、やがて革命軍に合流した、いわば「ならず者」で、思想的な背景は強固ではなかったが、大農園主に対する強い敵意から農地改革の必要性を主張していた。エミリアーノ・サパタは、護憲革命軍とは別に独自の立場で戦っていたが、彼はもちろん一貫して農地改革を強く主張していた。両者の対立は、革命軍がメキシコ市を目前にしたところで決定的な状態に陥る。
両派の間に立って関係修復に努力したのは、護憲革命軍北西師団を率いるオブレゴン将軍だった。彼も大農園主ではあったが、カランサやマデーロのように代々の大農園主ではなく、貧しい生活から身を起こして一代で富を築き上げた人物で、考え方が柔軟で、農民の貧困な生活の改善、農地改革の必要性をよく理解していた。しかし、その彼も調停の努力が不発に終わり、両者の関係が修復不能となると、カランサ派に接近していく。
カランサは、ビリャに足止め命令を下したり、鉄道を効果的に利用するビリャの戦法を逆手にとって石炭の供給を止めて身動きできないようにして、その間に1914年8月、オブレゴンとともに首都メキシコ市に入城を果たす。

### セラヤの決戦とカランサ派の勝利
革命派は勝利したが、すでにビリャ・サパタ派とカランサ・オブレゴン派の対立は決定的だった。1914年10月、革命軍の代表者を集めてアグアスカリエンテス会議が開催される。ビリャとサパタはこの会議で共闘を組み、多数を制してサパタのアヤラ綱領を革命の共同綱領として採択し、カランサとビリャの同時退陣を決めるが、カランサはこれを無視、メキシコ市からベラクルスに逃亡してビリャ派・サパタ派との戦闘に突入する。
同年11月から12月にかけて、カランサ・オブレゴン派の撤退した首都メキシコ市に、サパタ派・ビリャ派が相次いで入城するが、両者ともメキシコ市で政権を握る意志がなく、すぐに首都を引き払ってしまった。カランサ派は労せずして首都を奪還し、さらにビリャ派を追って西に進む。
カランサ派とビリャ派は、1915年4月5日から6日にかけてと13日から14日にかけての2回、グアナフアト州セラヤで激突する。カランサ派はオブレゴンが指揮する北西師団の兵力1万1000人、火砲13門・機関銃86挺、ビリャ派の北部師団は2万2000人、野砲30門以上で、兵力はビリャの北部師団が上回っていたが、オブレゴン軍の86挺の機関銃が決定的な役割を果たした。4月5日から6日の戦闘では、一時オブレゴンの軍は敗北一歩手前まで追いつめられるが、最終的に機関銃の猛射によってビリャの自慢の騎兵突撃をくい止め、撃退に成功する。
続く13日から14日にかけての戦いでは、オブレゴンは第一次世界大戦の新戦法を取り入れ、戦場に塹壕と鉄条網を張り巡らせてビリャの騎兵突撃を阻止して、そこに機関銃の猛射を浴びせかけた。今度は一方的な展開でビリャ派は総崩れとなり、戦死4,000人、捕虜5,000人を出し、火砲全部を失って退却した。
メキシコ革命の天王山となったこの戦闘でカランサ派は主導権を握り、5月にトリニダー、6月にレオンを占領し、ビリャの北部師団は完全に瓦解する。ただし、その間に6月のレオン占領の際、ビリャ派の放った砲撃がオブレゴンの陣営を直撃し、オブレゴンは片手を切断する重傷を負う。

### 1917年の革命憲法とカランサの退場
支配権を握ったカランサだが、彼の派閥のなかでも新たな対立が生じていた。カランサ派は新しい憲法の制定に乗り出していたが、カランサの意に反して、彼の陣営の将軍たちの制定した憲法は、私有財産絶対の思想を否定し、大土地所有者に国家が介入して農地改革を行なう道を開き、労働者の権利保護を謳うなど、彼らの敵であったビリャ派やサパタ派の主張を大幅に取り込んだ進歩的な内容となっていた。貧しい農民や労働者たちを糾合した軍を実際に率いていた将軍たちは、もっぱら後方での指揮に終始していたカランサと違い、メキシコの大衆が何を求めているのか熟知していた。これが、その後のメキシコの政治体制の基本となった1917年の革命憲法である。革命政権は強力な基盤を持つカトリック教会を敵視し、政教分離政策を推し進めた。1917年の革命憲法では外国人司祭の活動や宗教教育以外の教育への関与などが禁止された。
カランサは、事実上この憲法の内容を無視して政治を進めた。ビリャ派が瓦解した後、モレーロス州の山中でゲリラ戦を続けていたエミリアーノ・サパタは、1919年4月10日、「サパタ派に寝返りたい」と称して接近してきた政府軍の将校に不意打ちを受け、非業の死を遂げた。
この間カランサの求心力は急激に低下する一方、実質的にビリャ派との戦闘を指揮し、柔軟な考え方で農地改革などの社会改革の必要性を強く認識していたオブレゴン将軍の人望が高まる。この状況に危機感を抱いたカランサは、オブレゴンを政府から退け、さらに大統領に立候補しようとするのを妨害し、逮捕しようとする。1920年1月、オブレゴンは故郷のソノラ州に逃亡して、4月にはカランサに対する反乱を宣言する。ほとんどの将軍たちはオブレゴンにつき、ビリャ派とサパタ派の残党もオブレゴン派についた。わずか一ヶ月後にはカランサ大統領は首都メキシコ市から撤退に追い込まれ、港町ベラクルスに向かうが、ベラクルス州知事もオブレゴン派に付き、カランサはプエブラ州の山中を逃げまどったあげく、反乱軍に射殺された。

### 内戦の終結

#### オブレゴン大統領
最終的な勝者となったオブレゴンは1920年6月大統領選に立候補し、当選する。この間、オブレゴンはビリャ派・サパタ派の残党と最終的な和平協定を結び、両派はついに武器を置く。だが、フランシスコ・ビリャは1923年7月23日、秘書と護衛をのせた車を自ら運転中、何者からか銃撃を受け射殺された。
ほぼ同じ頃、オブレゴンの後継大統領の座を巡って、彼の忠実な部下で、オブレゴンが正式に大統領に当選するまでの間臨時大統領を務めていたこともあるアドルフォ・デ・ラ・ウエルタ蔵相が反乱を起こした。一時はデ・ラ・ウエルタが優位に立ったが、最終的にはオブレゴンが勝利した。この反乱を最後に、メキシコ革命の戦乱は、以降クリステーロの反乱（後述）など若干の戦闘はあるがほぼ収束に向かう。
1924年、再選禁止により辞職し、カジェスが大統領に当選。
1928年、オブレゴンは大統領の絶対再選禁止を規定していた1917年憲法を強引に改正して、二度目の大統領選に立候補する。対立候補を次々と抹殺するというかつての独裁者ディアスとそっくりな手法で選挙に勝ったオブレゴンは、しかし正式に大統領に就任する直前にカトリック教徒に暗殺されてしまった。これと前後して、1927年から29年にかけて、断続的にカトリック教徒による反乱が続く（クリステロ戦争）。なお、その後メキシコ憲法は再び改正されて、大統領は絶対再選禁止となっており、従って以降大統領を二期務めた者はいない。

#### カジェス（カリェス）大統領
オブレゴンの死後、権力を握ったのは貧しい教員の出身で自称「サパタ派」のカジェスだった。彼はオブレゴンが二度目に大統領に当選する前、彼の傀儡としての大統領を務めていたが、オブレゴンの死後は彼が歴代の大統領を傀儡とし、政治の腐敗が進行した。その状態は1934年、ラサロ・カルデナスが大統領に当選するまで続いた。

#### ラサロ・カルデナス大統領とPRI
1934年、ラサロ・カルデナスが大統領に当選する。彼もカジェスに傀儡として選ばれた人物だったが、当選するとただちにカジェス他腐敗堕落した革命政権の黒幕、労働ボス化していた組合幹部を次々と追放し、政治改革に乗り出す。腐敗していた既存の労働組合に代わり、共産主義者であったロンバルト・トレダーノを支援して、新しい労働組合メキシコ労働者連合CTMを組織した。1917年憲法に規定されながら、その後遅々として進んでいなかった農地改革を強力に推進、さらに依然として外国資本の支配下にあった鉄道と石油産業の国有化に着手する。1927年に達成した石油産業の国有化は米国の猛烈な反発を受けたが、カルデナスはこれを断行した。
また、1936年、スペインで内戦が始まるとカルデナス政権はスペイン共和国の人民戦線政府と国際旅団をソビエト連邦と共に支援した。その敗北後は合計一万人以上の亡命者を受け入れた。
1940年、ラサロ・カルデナスの任期が切れるとともに、メキシコ革命は名実ともに終結し、その後制度的革命党（PRI）による一党独裁時代が71年間続いた。

## メキシコ革命を題材とした作品
映画
- 奇傑パンチョ 1934年
- 革命児サパタ 1952年
- 群盗荒野を裂く 1966年
- 戦うパンチョビラ 1968年
- 豹/ジャガー 1968年
- ガンマン大連合 1970年
- 夕陽のギャングたち 1971年

## 脚註